# Celestino Alfonso
Celestino Alfonso Matos (Ituero de Azaba, Salamanca, 1 de mayo de 1916 - Mont Valérien, Hauts-de-Seine, 21 de febrero de 1944) fue un republicano español, soldado voluntario del FTP-MOI como integrante del Grupo Manouchian.

## Juventud y guerra civil española
Celestino Alfonso, de oficio carpintero, llegó a Francia a principios de los años treinta. En 1934 ingresó en las Juventudes comunistas y fue nombrado responsable del grupo de Ivry-sur-Seine.
El 27 de agosto de 1936 volvió a España para luchar como voluntario con los republicanos. Sirvió como sargento en una unidad de ametralladoras, puesto en el que fue ascendido a teniente en 1937. En 1938 fue herido en la mano derecha y pasó a intendencia; poco después fue nombrado Comisario político de la segunda Brigada Internacional con el grado de capitán. En febrero de 1939 regresó a Francia, donde fue internado en el campo de concentración de Argelès-sur-Mer y, posteriormente, en el campo de Saint-Cyprien, del que se evadió.

## Segunda Guerra Mundial
En mayo de 1942, Celestino Alfonso entró en la Resistencia francesa, donde era conocido como "Pierrot". Detenido, fue deportado a Alemania. Tras seis meses en un campo, consiguió evadirse nuevamente, volvió a París y lo hicieron jefe de grupo en el FT-MOI. Participó en numerosos actos en París y en la región de Orleans, especialmente en la ejecución del general Von Schaumburg, comandante del Gran París. Más tarde, el 29 de septiembre de 1943, en la del SS Julius Ritter, responsable del STO (Servicio de Trabajo Obligatorio) en Francia.
El servicio de información del FTP-MOI había observado que en ciertos días se reforzaba la seguridad en la rue Saint-Dominique de París. Esto ocurría cada vez que un gran Mercedes, que ostentaba banderines con la cruz gamada y del que bajaba un oficial nazi, entraba en el patio de la Maison de la Chimie (Casa de la Química). 
Después de cuatro meses de seguimiento, la dirección militar del MOI avisó a Marcel Rayman, Léo Kneler y a Celestino Alfonso para que prepararan un plan de ataque contra aquel dignatario. Quien ordenó la operación fue Missak Manouchian, responsable militar de los FTP-MOI finales de agosto de 1943.
El 28 de septiembre de 1943, a las 8:30 horas, el Mercedes se detuvo algunos minutos antes de recoger a su pasajero. Celestino Alfonso disparó al oficial de las SS cuando este subía al coche. Los cristales frenaron las balas. El hombre, herido, intentó huir por la otra puerta, pero Marcel Rayman lo remató de tres balazos. 
Por la prensa alemana supieron los combatientes la identidad del personaje: se trataba de Julius Ritter, responsable del STO en Francia. La denuncia en primera página de este “acto abominable” y los funerales oficiales en la iglesia de la Madeleine dieron aún más relieve a la operación. Celestino Alfonso sería detenido en octubre de 1943 y fusilado en el fuerte del mont Valérien el 21 de febrero de 1944 con los otros 22 miembros del Affiche rouge (Cartel rojo).
En una carta redactada en francés unas horas antes de ser ejecutado y dirigida a su familia escribió:

Hoy a las tres seré fusilado. No soy más que un soldado que muere por Francia. Sé por qué muero y estoy orgulloso. Mi vida ha sido un poco corta y espero que la vuestra sea más larga.

## Affiche rouge

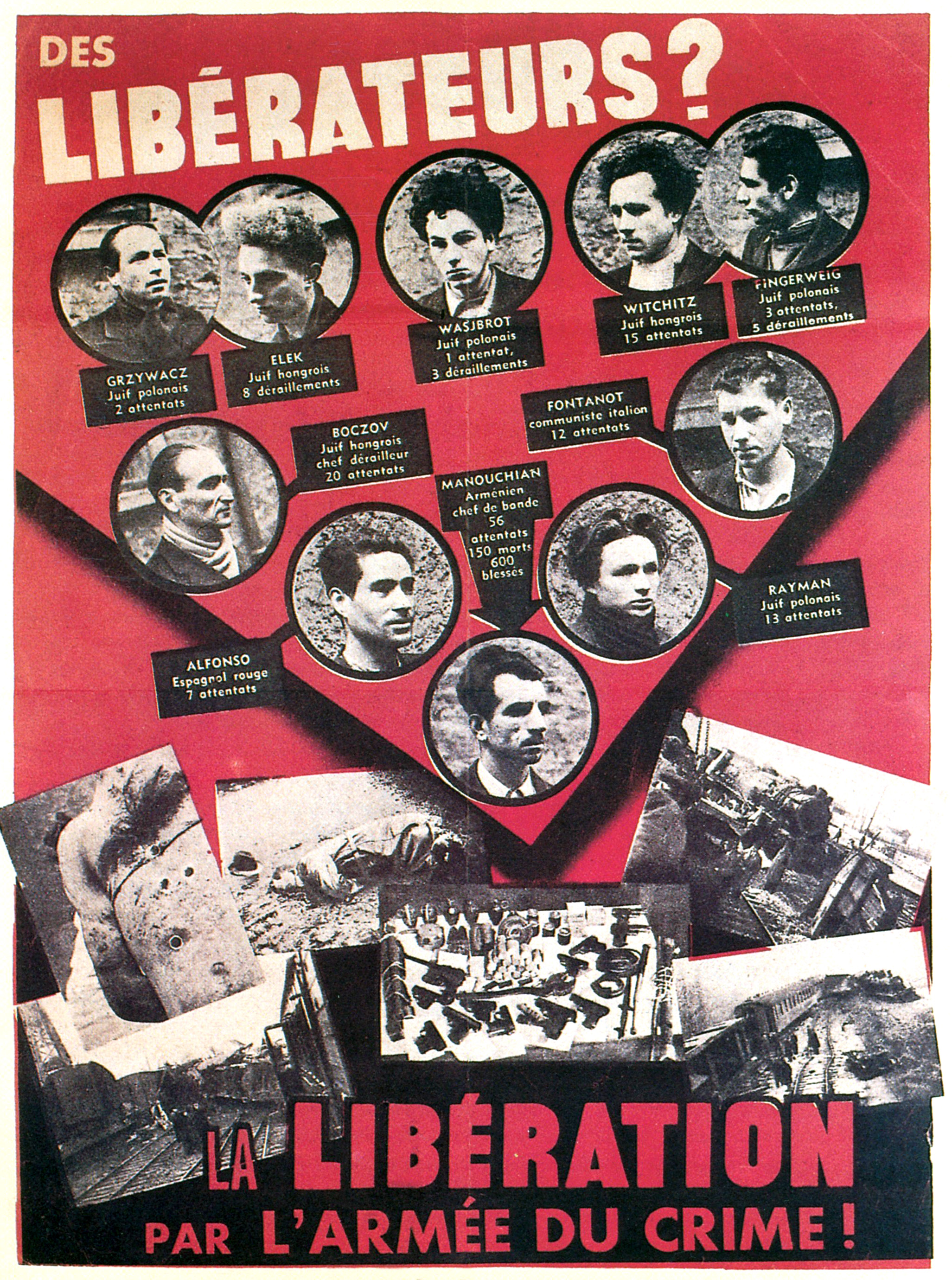
L'Affiche rouge. La fotografía de Celestino Alfonso aparece a la izquierda del vértice, donde se encuentra la fotografía de Missak Manouchian.

Su nombre figura en el Affiche rouge editado por los alemanes: "Alfonso, Espagnol rouge, 7 attentats" [Alfonso, español, rojo, 7 atentados].
En la canción L'affiche rouge (1961) de Léo Ferré que musicó los versos de Louis Aragon se decía:

Eran 23 cuando los fusiles florecieron
23 que dieron su corazón a tiempo
23 extranjeros y hermanos nuestros sin embargo
23 enamorados de la vida hasta morir
23 que gritaban Francia mientras caían.

## Memoria histórica
Por iniciativa del presidente de la República Francesa Emmanuel Macron, el miércoles 21 de febrero de 2024 entró en el Panteón de Francia (las comillas se refieren a que su cadáver no entró físicamente en el Panteón ya que siguió enterrado en el cementerio de Yvry, al sur de París, sino que fue inscrito allí junto con otros combatientes extranjeros de la Resistencia, también miembros de L'affiche rouge, como el líder del grupo el armenio Missak Manouchian y su mujer Melinée). Es el primer ciudadano español en obtener dicho reconocimiento.